# Дзеркало тижня
Дзеркало тижня (рос. Зеркало недели)  — українське інтернет-видання, створене у 2001 році. З 1994 по 2019 рік також виходила щотижнева суспільно-політична друкована газета «Дзеркало тижня. Україна». У 2001 році з'явилася україномовна версія сайту за адресою zn.kiev.ua, яка змінилася у квітні 2007 на dt.ua та у червні 2020 року на zn.ua/ukr/.

## Історія

### Друкована газета
Американський бізнесмен, який народився в Одесі, Юрій Орликов у січні 1994-го запропонував Володимиру Мостовому випускати в Україні щотижневий дайджест російськомовної газети США «Новое русское слово».
Газета була заснована у Києві 1994 року як російськомовне видання під назвою «Зеркало недели».
З 2002 виходить як російською, так і українською мовами.
Починаючи з 2001 року, провідні статті також публікуються англійською на вебсайті видання, де всі три версії та повні архіви є доступними безкоштовно.
Станом на 2006 рік Дзеркало тижня — одне з найвпливовіших аналітичних видань в Україні, наклад становив 57 тисяч.
З 2011 року газета змінила власників та почала виходити під назвою «Інформаційно-аналітичний тижневик „Дзеркало тижня. Україна“» (рос. «Информационно-аналитический еженедельник «Зеркало недели. Украина»).
27 грудня 2019 був виданий останній номер газети, колонки до якого написали колишній міністр закордонних справ Павло Клімкін, олігархи Віктор Пінчук, Костянтин Григоришин, журналіст Юрій Бутусов та інші політики, журналісти та культурні діячі.
Аудиторія
Згідно з опитуванням 2000 року наведені такі дані:
- Аудиторія видання на 2/3 складається з чоловіків і 1/3 — з жінок.
- Середній вік читача — 39 років.
- Порівняно з результатами опитування, проведеного «ДТ» 1997 року, читацька аудиторія помолодшала (була 44,9 року).
- Більшість читачів має вищу освіту — 79,7 %.
- Кваліфіковані спеціалісти становлять 39 % опитаних, керівники підрозділів — 20 % опитаних, 5 % опитаних мають свій бізнес, є керівниками підприємства — 3 %.
- Обслуговчий персонал і робітники становлять по 3 %, пенсіонери — 8 %.
- Сфера діяльності аудиторії читачів розподіляється за такими напрямами: органи державної влади — 14 %, виробництво — 13 %, торгове посередництво — 6 %, фінанси — 3 %, сфера послуг — 4 %, освіта — 21 %, ЗМІ — 3 %, охорона здоров'я — 8 %, наука, культура — 15 %, інше — 13 %.
- Анкетування показало, що газету в середньому прочитують 5 осіб.
- Більша частина читачів вважають газету нейтральною та об'єктивною.

Нагороди
- 2001 — Фундація Zeit-Stiftung[de] присудила Премію імені Герда Буцеріуса «Вільна преса Східної Європи[ru]».
- 2000 — Вища нагорода в галузі журналістики «Золоте перо». Всеукраїнський щорічний конкурс ЗМІ.
- 1999 — Переможець загальнонаціональної програми «Людина року 99» у номінації «Газета року».
- 1999 — Журналіст року Сергій Рахманін — редактор відділу політики «ДТ» у загальнонаціональній програмі «Людина року 99».
- 1998 — Лауреат загальнонаціональної програми «Людина року 98» у номінації «Газета року».
- 1998 — Володар титулу «Всенародне визнання». Всеукраїнський фестиваль журналістики.
- 1997 — Переможець загальнонаціональної програми «Людина року 97» у номінації «Газета року».
- 1997 — Переможець загальнонаціональної програми «Людина року 97» у номінації журналіст року — Юлія Мостова, заступник головного редактора.

Керівництво
- Мостовий Володимир Павлович, головний редактор
- Мостова Юлія Володимирівна, 1-й заступник головного редактора
- Мигаль Михайло Прокопович, відповідальний секретар
- Рахманін Сергій Іванович, відділ політики
- Примаченко Олександра Михайлівна, відділ права
- Кононенко Олексій Анатолійович, завідувач відділу культури
- Єрьоменко Алла Іванівна, відділ економічної безпеки
- Яценко Наталія Петрівна, відділ економіки
- Суржик Лідія Михайлівна, відділ науки, освіти і екології
- Логінов Якуб Станіславович, власний кореспондент у Польщі та Словаччині
- Дружбинський Валерій Іванович, журналіст
- Позняк Павло Іванович (1929—2001), літературний редактор (1995—2001)
- Кулаков Ігор Володимирович, журналіст (1998)
- Тарасюк Олександр Вікторович, журналіст (2002)

## Оцінки
Згідно з даними Інституту масової інформації «Дзеркало тижня» увійшло до «білого списку» українських медіа у 2020 році. Цей список містить медіа, які мають рівень якісної інформації понад 95 %.
У березні 2022 року ІМІ рекомендував інтернет-ЗМІ «Дзеркало тижня», як достовірне медіа, якому можна довіряти.